# Sopubia buchneri
Sopubia buchneri är en snyltrotsväxtart som beskrevs av Adolf Engler. Sopubia buchneri ingår i släktet Sopubia och familjen snyltrotsväxter. Inga underarter finns listade i Catalogue of Life.